# Bernard Moitessier
Bernard Moitessier (* 10. April 1925 in Hanoi; † 16. Juni 1994 bei Paris) war ein französischer Segler und Publizist. Seine vordergründig herausragendste seemännische Leistung erbrachte er als Teilnehmer am Sunday Times Golden Globe Race in den Jahren 1968 und 1969, bei dem er von Europa aus startend als erster Einhandsegler die Antarktis nonstop umsegelte und den schon sicheren Sieg in der Regatta aus persönlichen Gründen aufgab. Diese Reise wird nach neuerer Auslegung des Begriffs offiziell nicht mehr als Weltumsegelung anerkannt, da Moitessier dabei den Äquator nur einmal nach seinem Start aus England überquerte, und dann in einer anderthalbfachen Erdumrundung ausschließlich auf der Südhalbkugel weiter nach Tahiti segelte. Wegen des großen Medieninteresses und seiner Buchveröffentlichungen trug er unbewusst und gegen seine persönliche Überzeugung erheblich dazu bei, das Einhandsegeln und den Segeltourismus allgemein bekannt zu machen.
Die für den Yachtsport viel wichtigere Reise machte er jedoch 1965 zusammen mit seiner Frau Françoise von Tahiti um Kap Hoorn ins spanische Alicante, und zeigte, dass Disziplin und Seemannschaft ausreichen, um auch schwierigste Seereisen zu meistern. Bereits dies war der Startschuss für viele Ehepaare mit kleinen Yachten für zahlreiche Weltumseglungen in den anschließenden Jahrzehnten.

## Marie Therese
Als seine Familie zu Beginn des Indochinakriegs Vietnam verließ, blieb Bernard Moitessier in der Region, zunächst als französischer Marinesoldat, gab Sprachunterricht und arbeitete als Seemann auf Frachtsegeldschunken. So kam er nach Indonesien und erwarb dort 1952 die kleine Dschunke Marie Therese, mit der er langsam nach Frankreich segeln wollte. Sein erstes Ziel waren die über 3.000 Seemeilen entfernten Seychellen. Zur Navigation hatte er lediglich einen Kompass als Kurskontrolle und einen Sextanten zur Bestimmung der Mittagsbreite, aber keinen Chronometer zur Bestimmung des Längengrades oder ein Radio, mit dessen Zeitzeichen er seinen Blechwecker hätte korrigieren können. Transistorradios gab es noch nicht. So wusste er nach insgesamt 85 Tagen auf See nicht einmal ungefähr, wo er sich befand. Seiner Meinung nach verfügte er jedoch über ausreichendes Wissen und Können, um sich mit Hilfe anderer Informationen zu orientieren (Landvögel, Wolkenbildung, totes Seegras, Wasserfarbe, Flachwasserfische). Bei dem Versuch, den Chagos-Archipel als Kontrollpunkt für seine Positionsschätzung in Sichtweite zu passieren, strandete er zufällig, unerwartet und viel zu früh am 14. September 1952 auf Diego Garcia und erlitt Schiffbruch. Er wähnte sich wesentlich weiter östlich.

## Marie Therese II
Da Chagos militärisches Sperrgebiet war, wurde er von einem Kriegsschiff nach Mauritius deportiert. Dort hielt er Reisevorträge, produzierte Holzkohle und betrieb Unterwasserjagd mit einer Harpune. Im Januar 1953 überlebte er einen Haiangriff schwer verletzt und erlangte durch die Berichterstattung darüber lokale Berühmtheit. Dadurch wurde ihm eine leitende Funktion in einem Fischereibetrieb angeboten, was ihm Einkommen und die Finanzierung eines neuen Bootes ermöglichte. Er baute es mit Hilfe von Freunden aus Abfallholz und anderem Material, das er günstig erwerben konnte. Am 2. November 1955 verließ er Mauritius Richtung Südafrika, wo er sich mit Gelegenheitsarbeiten und kleinen Gaunereien durchschlug, segelte jedoch weiter, sobald er wieder etwas Geld hatte. Über Sankt Helena und Ascension erreichte er Anfang März 1958 Trinidad in den Kleinen Antillen. Nach einigen Fahrten zwischen den Inseln erlitt er bei der Insel St. Vincent im April 1958 erneut einen Schiffbruch unter widrigen Bedingungen (Zeitdruck, Übermüdung, schlechtes Wetter, Nacht, unsicherer Standort), die er jedoch selbst zu verantworten hatte. Es lag in seiner Hand, unter diesen zu erwartenden Bedingungen nicht auszulaufen.

## Joshua

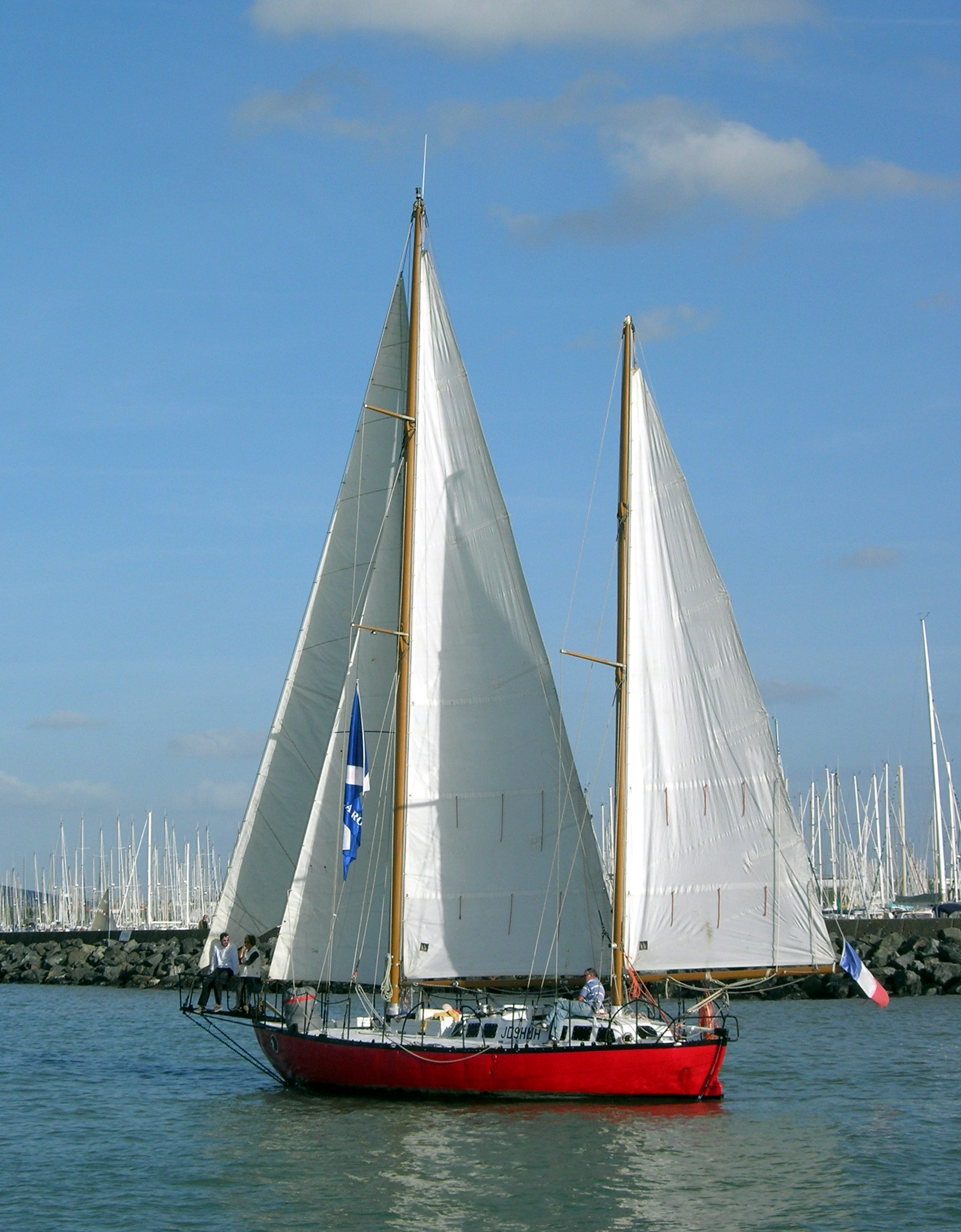
Die Segeljacht Joshua unter Segeln 2006

Durch glückliche Umstände gelangte er über Hamburg nach Frankreich, wo er neben Gelegenheitsarbeit seine Geschichte in dem Buch Le Vagabond des mers du sud (deutsch: Vagabund der Meere, 1976) aufschrieb und 1960 veröffentlichte. Sein lebhafter Erzählstil über seine nautischen und menschlichen Abenteuer sowie die Vielzahl an fundierten Fachinformationen bescherten dem Buch einen ungeahnten Erfolg und ihm eine mittelfristig sprudelnde Einnahmequelle. Trotz seiner zwei Schiffbrüche galt er in Frankreich als populärer Segelexperte und Ratgeber, was er auch finanziell durch eine rege Vortrags- und Schreibtätigkeit ausnutzte.
Zu dieser Zeit zeichnete sich ab, dass der klassische Holzbootsbau die steigende Nachfrage nach Freizeityachten nicht würde befriedigen können. Kunststoffboote waren noch nicht erprobt und Stahl war unpopulär. In dieser Situation trat 1961 die Werft META aus Tarare (Frankreich) an Moitessier heran mit einer neuen Methode, gefällige Stahlboote zu bauen, und dem Angebot, ihm ein Stahlschiff nach seinen Wünschen zum Materialpreis zu bauen. Moitessiers Popularität war geeignet, für die Werft als Testimonial aufzutreten. 1962 wurde Joshua fertiggestellt und Moitessier gab zwei Sommer lang Segel- und Navigationskurse im Mittelmeer.
Am 20. Oktober 1963 startete er zusammen mit seiner Frau Françoise von Marseille zu einer Weltumsegelung, auf der die beiden sich jedoch zu viel Zeit ließen. Auf Tahiti angekommen stellten sie im Oktober 1965 fest, dass sie in zwei Jahren erst ein Drittel der Weltumsegelung geschafft hatten und bereits ein Jahr hinter ihrem Zeitplan waren. Sie sollten jedoch zu den Sommerferien 1966 wegen der drei Kinder wieder in Frankreich sein. Es war klar, dass sie nicht die Disziplin aufbringen würden, die nächsten 20.000 sm im „schönsten Teil der Welt“ in nur neun Monaten durchzuhetzen. Umzukehren und gegen die Passatwinde zu segeln war aber noch aussichtsloser. Es blieb nur der Weg um Südamerika herum, um Kap Hoorn, etwa 14.000 sm ohne jede Pause. Eine solche Reise war ohne Beispiel, obwohl es schon genug gescheiterte Versuche für kürzere Reisen um Kap Hoorn gab.
Sie brachen am 23. November 1965 auf und erreichten nach abenteuerlicher Fahrt in 126 Tagen am 29. März 1966 Alicante in Spanien. Das war zu diesem Zeitpunkt mit 14.216 sm die längste Reise einer Segelyacht. Der Bericht darüber erschien 1966 im Buch Cap Horn à la voile (deutsch: Kap Horn, der logische Weg, 1974) und wurde ein noch größerer Erfolg.

## Golden Globe Race
Nachdem Francis Chichester 1967 mit seiner Einhandweltumsegelung mit nur einem Stopp in Sydney neue Maßstäbe gesetzt hatte, verabredete sich Moitessier mit Freunden zu einem gemeinsamen Versuch, die Erde ohne einen Stopp zu umsegeln. Chichesters Definition fand dabei allgemeine Zustimmung (den eigenen Kurs kreuzen, dazwischen jeden Längengrad wenigstens einmal in die gleiche Richtung kreuzen und den Äquator wenigstens zweimal kreuzen (Weltumrundung)).
Ebenfalls von Chichesters Reise inspiriert, aber unabhängig von Moitessier, wandte sich Robin Knox-Johnston an die britische Zeitung Sunday Times mit der Bitte, ihm die erste britische Nonstop-Einhand-Weltumsegelung zu finanzieren. Als nach Recherchen der Redaktion bekannt wurde, dass neben Knox-Johnston noch andere Segler eine solche Reise planten, schrieb der Verlag einen Wettbewerb aus, legte Regeln fest und stiftete zwei Preise: einen Ehrenpreis für denjenigen, der als Erster zurück sein würde, und einen Geldpreis von 5.000 Pfund für die kürzeste Reisezeit. Der Erste musste nicht auch der Schnellste sein, da ein Startfenster von fünf Monaten festgelegt wurde, um ähnliche Projekte von Konkurrenzblättern zu durchkreuzen. Moitessier lehnte das kommerzielle Vorhaben aus ethischen und seemännischen Gründen ab, konnte letztlich aber doch zur Teilnahme bewegt werden. Als erfahrenster Segler mit dem erprobtesten Schiff galt er als Favorit für beide Preise.

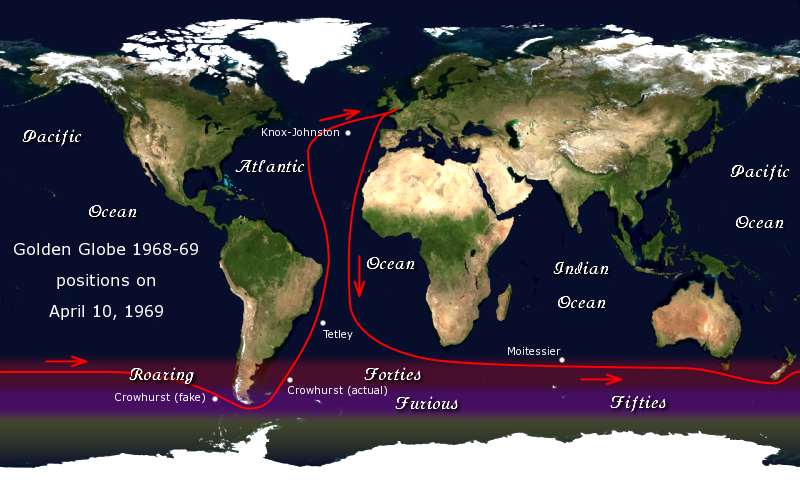
Stand des Golden Globe Race am 10. April 1969, nach Moitessiers Abbruch: Knox-Johnston jetzt mit großem Vorsprung, Moitessier im Indischen Ozean

Als Hauptkonkurrent galt Robin Knox-Johnston, der als britischer Offizier der Handelsmarine über jeden fachlichen Zweifel erhaben war und sein Boot bereits einhand von Indien nach England gesegelt hatte. Er startete bereits am 14. Juni 1968 mit seinem wesentlich kleineren Boot. Moitessier folgte 69 Tage später am 22. August, was wegen unterschiedlicher Schiffe und Strategien kein Nachteil sein musste, insbesondere weil frühe Starter auf wesentlich härtere Wetterbedingungen stoßen würden und ein Scheitern riskierten. Moitessier segelte mit dem größeren Boot etwa 25 % schneller als Knox-Johnston. Davon wussten jedoch beide nichts, da weder Moitessier noch Knox-Johnston ein Funkgerät an Bord hatten, um die Position regelmäßig mitzuteilen, oder andere Möglichkeiten hatten, sich über den Stand im Rennen zu informieren. Nachdem Moitessier die gefährlichen antarktischen Gewässer gemeistert hatte und „nur noch“ unter vergleichsweise einfachen Wetterbedingungen zu seinem Starthafen Plymouth zurücksegeln musste, kamen ihm Anfang Februar 1969 Zweifel über das, was ihn am Ziel erwartete. Bei Erfolg glaubte er über Jahre von einem sich selbst korrumpierenden System („Ich kann die falschen Götter des Westens nicht mehr ertragen. Wie die Spinnen liegen sie stets auf der Lauer, um unsere Seelen zu zerfressen, unser Mark auszusaugen.“) vereinnahmt zu werden, ohne Chance, sich in seine geliebte Südsee zurückziehen zu können. Bei Misserfolg würde dasselbe System ihn direkt verdammen. Er traute sich auch nicht zu, das Rennen zu beenden, Ruhm und Preise entgegenzunehmen und dann mit dem Geld in die Südsee zu fahren. Angesichts dieses Dilemmas gab er auf und segelte direkt weiter nach Tahiti, wo er vier Monate später, am 21. Juni 1969, ankam. Er hatte etwa 40.000 sm nonstop zurückgelegt (wenigstens 37.000 sm, den genauen Wert hat Moitessier nie veröffentlicht) und dabei über 620 Längengrade gekreuzt. Das war zu dieser Zeit die weiteste Seereise ohne jeglichen Landkontakt, die je von einem Schiff nachweislich, beabsichtigt oder erzwungen, ausgeführt wurde.
Es gab und gibt viele Spekulationen, ob Moitessier in der Lage gewesen wäre, Knox-Johnston noch zu überholen und damit die Preise für die erste und schnellste Nonstopweltumseglung zu gewinnen. An Kap Hoorn hatte er nur noch 20 Tage Rückstand und ca. 7500 sm vor sich. Knox-Johnston sollte für diese Strecke wegen diverser Schäden und Materialausfälle 95 Tage benötigen, Moitessier würde aber mit Sicherheit weniger als 75 Tage brauchen, da ein Etmal von 100 sm für sein Boot leicht zu schaffen war. 130 sm pro Tag, also insgesamt unter 60 Tage, wären realistisch gewesen, aber er hätte erst einmal ankommen müssen. Wäre der bereits als sichere Sieger annoncierte Trimaran Victress von Nigel Tetley nicht 1200 sm vor dem Ziel unerwartet auseinandergebrochen, hätte Tetley die £ 5.000 erhalten und damit die Entwicklung der Mehrrumpfboote um Jahrzehnte vorangebracht.
Der Rekord für die längste Seereise wurde erst 1982 von dem Australier Jon Sanders mit 48.510 sm in 419 Tagen während einer doppelten Einhandnonstopweltumseglung unter wesentlich besseren technischen Bedingungen überboten.
Der aktuelle Rekord wurde zwischen 1986 und 1988 ebenfalls von Jon Sanders aufgestellt, als er in 657 Tagen drei anerkannte Einhandnonstopweltumseglungen mit zusammen 71.023 sm segelte.
Am 21. April 2007 startete der amerikanische Künstler und Seemann Reid Stowe sein Projekt „1000 Day Voyage“ mit dem Ziel 1000 Tage auf See ohne Landkontakt und fremde Hilfe und Versorgung zu verbringen.
Am 15. Januar 2010 war er den tausendsten Tag auf See, als er sich mit seinem 21 Meter langen Gaffelschooner Anne nahe dem Äquator zwischen Westafrika und Brasilien befand. Zu diesem Zeitpunkt hatte er gerade eine Weltumseglung vollendet, da er überwiegend sehr langsam und materialschonend in relativ sicheren und ruhigen Gewässern im Kreis segelte. Es war aber auch nicht das Ziel, möglichst viel Strecke zu absolvieren, so dass der 22 Jahre alte Streckenrekord von Jon Sanders ungefährdet bleibt.

## Nach dem Rennen

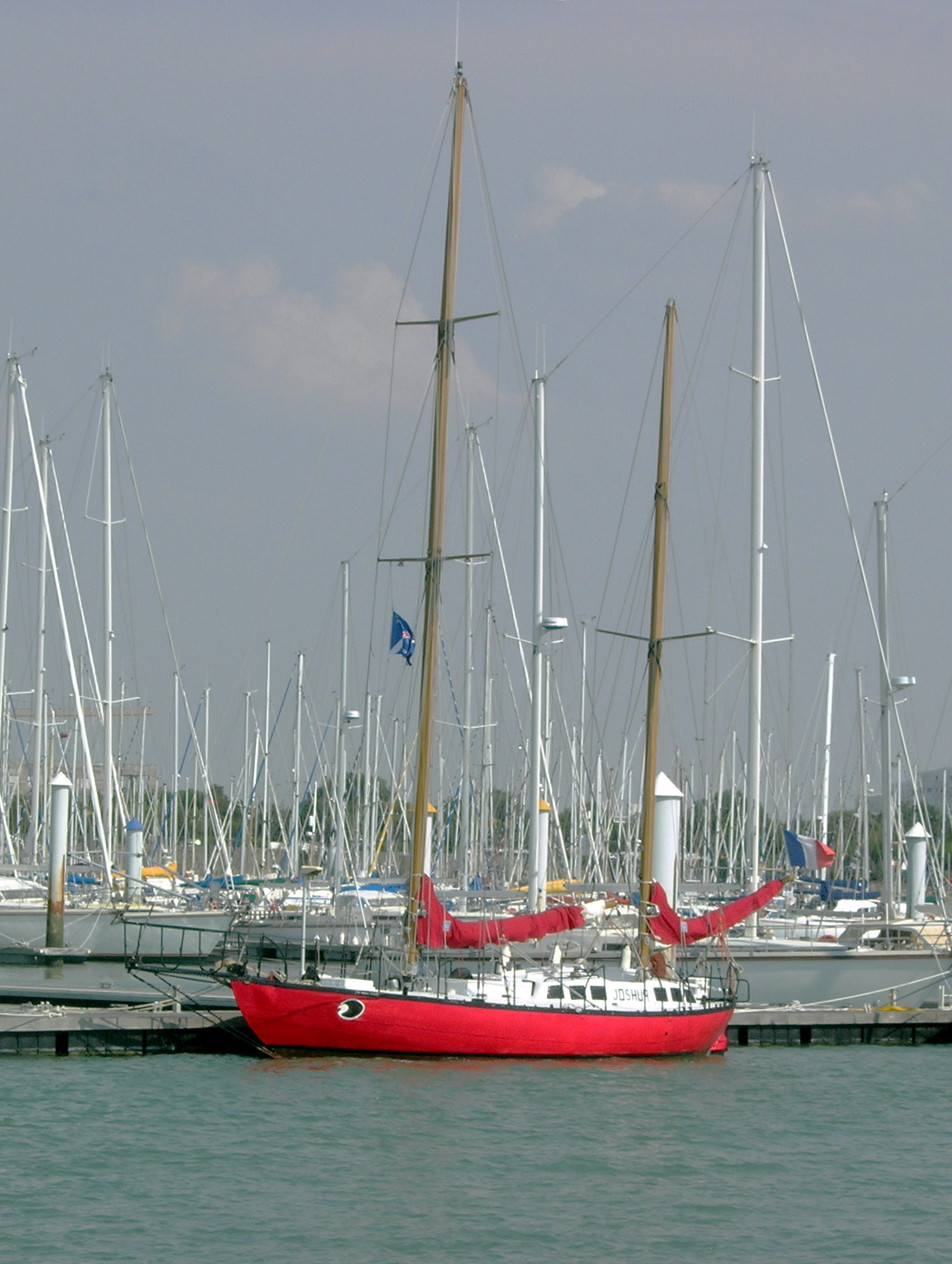
Die Joshua in La Rochelle

Moitessier schrieb auch über diese Reise ein Buch, La longue route (deutsch: Der verschenkte Sieg, 1974). Trotz Ächtung durch das Establishment – in Frankreich galt er zunächst als fahnenflüchtiger Verräter, der den Engländern einen Sieg überlassen hatte – wurde es ebenfalls ein Erfolg. Es ist auch für Laien eine spannend zu lesende Erzählung und in seinem zweiten Teil Dokument einer persönlichen Wandlung und zugleich eine Auseinandersetzung Moitessiers mit der modernen Gesellschaft und den mit ihr verbundenen Schwierigkeiten. Seinen besonderen Wert erhält es jedoch durch die Rekrutierung des Lesers als imaginäres Besatzungsmitglied und Vertrauten des Autors sowie seinen Anhang, in dem seemännisches Detailwissen, persönliche Erfahrung und strategische Navigation auf wenigen Seiten komprimiert wird. Moitessiers Bücher gelten als absolute Pflichtlektüre für Hochseesegler und andere Segelinteressierte, da sie Aspekte des Segelns thematisieren, die man in keiner Segelschule lernen kann.
Über sein Leben in der Südsee sind nur sporadische Informationen bekannt, da es sein Ziel war, „in Frieden zu leben“. Er wurde jedoch von vielen Globetrottern erkannt und in ihren Berichten erwähnt. So soll er Ende der 70er Jahre in einer Hütte auf den Tuamotus gelebt haben. Von Geldnot getrieben segelte er um 1980 in die USA mit der Idee einer Vortragsreise, die jedoch nicht den gewünschten Erfolg hatte.

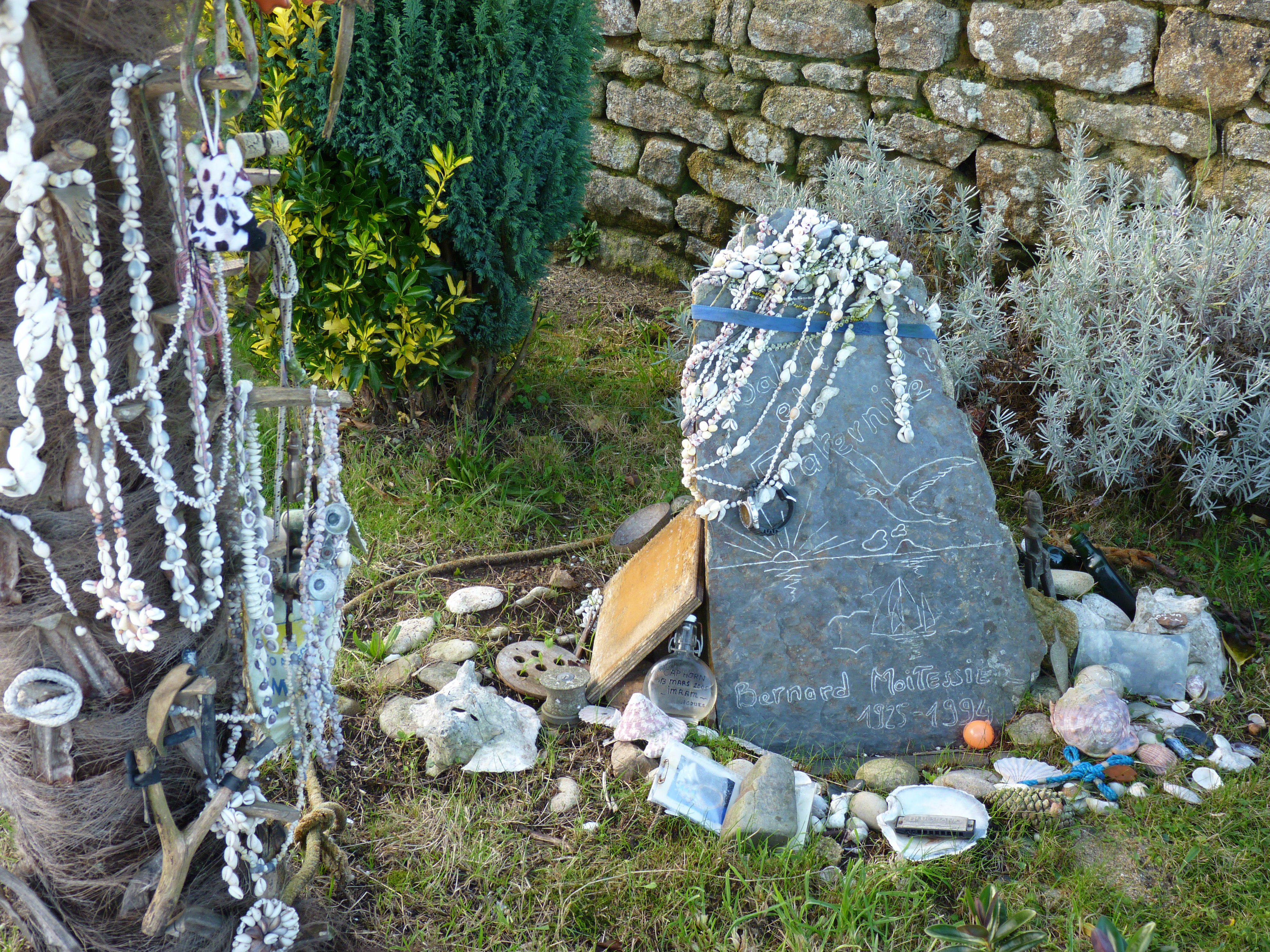
Moitessiers Grab in Le Bono

Auf dem Rückweg in die Südsee nahm er als zahlenden Gast den Schauspieler Klaus Kinski mit. Am Ankerplatz vor Cabo San Lucas wurden beide am 8. Dezember 1982 von einem Sturm überrascht und die Joshua wurde mit vielen anderen Yachten auf den Strand getrieben. Von den Brechern wurde sie tief in den Sand eingespült, was für Moitessier in der Situation einem Totalschaden gleichkam. Er hat sie den Helfern geschenkt, die sie wieder freilegten. Später wurde sie von Gönnern restauriert und liegt seit 1990 im Hafen des Marinemuseums von La Rochelle. Sie kann für Tagesausflüge gechartert werden.
1984 ließ er eine neue Yacht bauen, mit der er jedoch nur kurz segelte. Ab 1985 lebte er in Paris, wo er noch einige Zeit als Schriftsteller tätig war. Veröffentlichungen in deutscher Sprache sind nicht bekannt (2008).
Bernard Moitessier starb 1994 in der Nähe von Paris an Krebs; eine Mitteilung seines deutschen Verlags Delius Klasing präzisierte Magenkrebs. Auf seinen Wunsch hin wurde er im bretonischen Dorf Le Bono bei Auray am Golf von Morbihan begraben.

## Wiederholung des Golden Globe Race im Jahr 2018
50 Jahre nach dem Rennen von 1968 wiederholten mehrere Einhandsegler auf Nachbauten der historischen Boote – jedoch mit modernen Kommunikationsgeräten – die 30.000 Meilen weite Fahrt. Im September 2018 kenterte und verletzte sich Abhilash Tomy, ein 39-jähriger Marineoffizier aus Indien, im Indischen Ozean mit der „Thuriya“, einem Nachbau des Schiffs des Briten Robin Knox-Johnston, der 1968 gewann.

## Trivia
Von ihm stammt die Aussage: „Eine lange Ozeanreise ist der kürzeste Weg zu sich selbst.“